# Andriej Czeriepachin
Andriej Michajłowicz Czeriepachin (ros. Андрей Михайлович Черепахин; ur. 3 listopada 1972) – rosyjski zapaśnik walczący w stylu klasycznym. Szósty na mistrzostwach Europy w 2002. Triumfator igrzysk wojskowych w 1999. Pierwszy w Pucharze Świata w 1997 i drugi w 2001.
Mistrz Rosji w 1995; drugi w 1997 i trzeci w 1999 i 2000 roku.